# والدمار جیکی
والدمار جیکی (لهستانی: Waldemar Dziki؛ ‏ ۲۸ سپتامبر ۱۹۵۶–۱۶ سپتامبر ۲۰۱۶) کارگردان و تهیه‌کنندهٔ فیلم اهل لهستان بود. وی دانش‌آموختهٔ مدرسه ملی فیلم ووچ بود.

## گزیدهٔ فیلم‌شناسی

### کارگردان
- جادوگر جوان (۱۹۸۷)

### تهیه‌کننده
- پیت‌بول (۲۰۰۵)
- در بادیه و بیابان (۲۰۰۱)